# Nicole Vaidišová
Nicole Vaidišová (Neurenberg, 23 april 1989) is een voormalig professioneel tennisspeelster uit Tsjechië. Zij werd opgeleid door tenniscoach Nick Bollettieri en is een allround speelster; haar grootste wapen is haar opslag. Haar eerste ballen sloeg zij al op zesjarige leeftijd. Haar favoriete ondergrond is hardcourt. Zij speelt rechtshandig en heeft een tweehandige backhand. Zij was actief in het proftennis van 2003 tot en met 2010, en daarna weer sinds 15 september 2014. In juli 2016 zette zij opnieuw een punt achter haar carrière na een reeks aanslepende blessures.

## Loopbaan
Vaidišová maakte haar debuut in het ITF-circuit in 2003 en bereikte meteen drie finales. In Plzeň won zij het $ 10.000-toernooi zonder ook maar een set te verliezen. In haar carrière won zij tot nu toe zes toernooien op de WTA-tour. Zij won haar eerste titel in 2004 in Vancouver, toen zij nog maar vijftien jaar oud was.
Zij wist zowel op Roland Garros als het Australian Open de halve finale te bereiken, respectievelijk in 2006 en 2007.

### 2004
In 2004 eindigde zij het tennisjaar als nummer 77 van de wereldranglijst. Eerder in dat jaar won zij haar eerste WTA-toernooi. In de Canadese stad Vancouver versloeg zij vier van de vijf hoogst geplaatste spelers in het toernooi, inclusief de als vierde geplaatste Laura Granville in de finale. Hiermee werd zij de op zes na jongste speelster ooit die een WTA-toernooi op haar naam wist te schrijven. Zij was toen exact 15 jaar, drie maanden en 23 dagen.
Later dat jaar won zij in Tasjkent haar tweede titel. Inmiddels was zij al opgeklommen naar de 103e plaats op de wereldranglijst toen zij Virginie Razzano in de finale ontmoette. De Française moest na drie sets haar meerdere erkennen. Deze overwinning zorgde ervoor dat Vaidišová voor het eerst doordrong tot de top 100. Zij was daarmee meteen de jongste speelster aller tijden die in de top 100 terecht was gekomen.

### 2005
In 2005 bereikte zij vele kwartfinales en enkele halve finales. Ook op de grandslamtoernooien deed zij van zich spreken, alleen kwam zij uiteindelijk een geplaatste speelster tegen die haar opmars versperde. Aan het eind van het jaar verkeerde zij echter in een uitstekende vorm. Het begon allemaal in Seoel toen zij de finale bereikte, waarin zij de als eerste geplaatste Jelena Janković met 7-5 en 6-3 versloeg en daarmee haar derde WTA-titel in haar carrière binnensleepte.
Vaidišová reisde direct na het toernooi in Seoel door om te gaan spelen in het WTA-toernooi van Japan. Ook in Tokio bereikte zij de finale, waarin zij het moest opnemen tegen Tatiana Golovin. Nadat zij de eerste set met 7-6 in de tiebreak had weten te winnen, nam zij ook een voorsprong in de tweede set. Bij een 3-2-voorsprong van Vaidišová moest Golovin opgeven met een blessure, waardoor Vaidišová haar tweede toernooi-overwinning in twee weken boekte.
Bangkok was het volgende toernooi waarin zij meedeed, direct de maandag na de winst in Tokio. Vaidišová kwam in de Thaise hoofdstad onder meer Gisela Dulko en Conchita Martínez tegen. Beiden werden verslagen en Vaidišová stond voor de derde keer in drie weken tijd in een WTA-finale. Tegenstandster was de als eerste geplaatste Nadja Petrova. Vaidišová won de eerste set simpel met 6-1, waarna Petrova de tiebreak van de tweede set won. De derde set ging echter met 7-5 naar Vaidišová die daarmee drie toernooiwinsten op rij boekte.
Met de behaalde titels in Seoel, Tokio en Bangkok werd Vaidišová de eerste speelster na Lindsay Davenport in 2004 die drie titels won in drie weken tijd. Ook was zij de zesde vrouw in de historie van het tennis die voor haar zeventiende verjaardag vijf WTA-toernooien wist te winnen.

### 2006
Ook in 2006 bleef de ster van Vaidišová stijgen. Zij begon het jaar goed met een halve finale op het toernooi van Sydney. In de week erna bereikte zij de vierde ronde op het Australian Open, waarin zij verloor van Amélie Mauresmo.
Zij won in mei haar zesde titel in Straatsburg door in de finale Peng Shuai te verslaan. Het was haar eerste titel op gravel. De week daarna wist zij op Roland Garros de halve finale te bereiken – daarmee was zij de vijfde jongste speelster die dit gelukt was. Zij was vóór dit toernooi nooit verder gekomen dan een vierde ronde op de grandslamtoernooien. Dankzij haar overwinning in de eerste ronde had zij haar 100e partijoverwinning behaald. Zij had inmiddels ook de grens van 1 miljoen dollar aan prijzengeld gepasseerd. Zij was de vijfde jongste speelster die dat wist te bereiken. Zij versloeg op weg naar de halve finale speelsters zoals Amélie Mauresmo en Venus Williams, voordat zij verslagen werd door Svetlana Koeznetsova. De winst over Mauresmo was de eerste over een speelster, die nummer 1 was op de ranglijst.
Op Wimbledon bereikte zij de vierde ronde. Zij verloor daarin van de Chinese Li Na. In zowel Stanford als San Diego kwam zij tot de halve finale, waarin zij beide keren verloor van Kim Clijsters. Dankzij dit resultaat bereikte zij voor het eerst de top tien van de ranglijst in het enkelspel. Hiermee was zij de op elf na jongste speelster die dat presteerde.
Op het US Open verloor zij reeds in de derde ronde van Jelena Janković. Hierna haalde zij nog halve finales in Moskou en Linz. In Moskou versloeg zij Amélie Mauresmo na drie matchpoints tegen te hebben gekregen en een achterstand van 5-2 in de derde set te hebben weggewerkt. In de halve finale tegen Nadja Petrova wist zij zes matchpoints weg te werken, voordat zij de zege aan de Russin moest laten. Ook in Linz was Petrova te sterk voor haar.

### 2007
Het jaar 2007 was een consistent jaar voor Vaidišová, waarin zij meer te maken kreeg met blessures. Door een blessure aan haar pols miste zij het grootste deel van het gravelseizoen. Door een virusziekte miste zij ook een aantal toernooien in de zomer tijdens het hardcourtseizoen. Desondanks behaalde zij minimaal de kwartfinale in tien van de veertien toernooien die zij speelde.
Zij begon het jaar goed met opnieuw een halve finale in het toernooi van Sydney. Hierna bereikte zij de halve finale op het Australian Open. Dit was de tweede halve finale op een grandslamtoernooi in haar carrière. Zij verloor uiteindelijk in twee sets van de latere winnares Serena Williams. In de eerste set verspeelde zij een setpoint.
Op het Amerikaanse hardcourt boekte zij ook goede resultaten op de toernooien van Indian Wells en Miami. In beide toernooien bereikte zij de kwartfinale. Daarna kon zij zich door blessures niet voorbereiden op Roland Garros, maar bereikte toch de kwartfinale, waarin zij verloor van Jelena Janković. Vlak voor het toernooi had zij de zevende plek op de wereldranglijst bereikt, haar hoogste positie tot dan toe.
Na een kwartfinale in Eastbourne bereikte zij ook op Wimbledon de kwartfinale. Zij verloor van Ana Ivanović. Daarna kon zij wegens een virusziekte pas weer op het US Open spelen, waar zij in de derde ronde verloor van Shahar Peer. Zij sloot het seizoen sterk af met een kwartfinale in Moskou en halve finales in Zürich en Linz.

### 2008
Vaidišová begon goed aan het jaar 2008 door tot de halve finales te komen op het Medibank International-toernooi in Sydney.
Zij begon vol vertrouwen aan het Australian Open. Haar eerste twee wedstrijden won zij in straight sets. In de derde ronde won zij van Ai Sugiyama met 6-3 en 6-4. In de vierde ronde verloor zij van titelverdedigster Serena Williams met 3-6 en 4-6.
Na de Australische toernooien kwam zij in een mindere periode terecht. In haar volgende zes toernooien kon zij slechts één wedstrijd winnen. Ook op Roland Garros overleefde zij de eerste ronde niet.
Het grasseizoen bleek soelaas te brengen. Zij bereikte de kwartfinale op het toernooi van Birmingham waarin zij evenwel kansloos verloor van de Amerikaanse Bethanie Mattek. Ook op Wimbledon stootte zij door tot kwartfinale. Hierin moest zij de duimen leggen voor de Chinese Zheng Jie.
De wederopstanding bleek van korte duur te zijn. Op het toernooi van Los Angeles versloeg zij in de eerste ronde de Japanse Ayumi Morita in drie sets, maar in de tweede ronde verloor zij opnieuw kansloos van Bethanie Mattek. In haar volgende drie toernooien kon zij opnieuw geen enkele wedstrijd winnen. Ook het US Open werd een teleurstelling voor de Tsjechische – zij overleefde nog wel de eerste ronde ten koste van haar landgenote Petra Cetkovská, maar verloor in de tweede ronde van de honderd plaatsen lager gerangschikte Séverine Brémond.
Na het US Open speelde Vaidišová nog twee toernooien, maar de tweede ronde bleek opnieuw te hoog gegrepen voor haar.
Na een teleurstellend seizoen eindigde Vaidišová het jaar op de 41e plaats op de wereldranglijst.

### 2009
Vaidišová begon zwak aan het nieuwe seizoen. Zij won nog wel nipt haar eerste wedstrijd op het WTA-toernooi van Auckland van de Russin Alla Koedrjavtseva, maar kon daarna geen vuist meer maken. Zowel op het WTA-toernooi van Hobart als op het Australian Open ging zij kansloos onderuit in de eerste ronde tegen respectievelijk de Italiaanse Mara Santangelo en de Française Séverine Brémond. Ook op het indoortoernooi van Parijs viel het doek al in de eerste ronde. Eind maart kon zij opnieuw enkele wedstrijden winnen. Op het WTA-toernooi van Indian Wells bereikte zij de derde ronde na zeges op Michaëlla Krajicek en Aljona Bondarenko. In de derde ronde bleek de Amerikaanse veterane Jill Craybas in twee sets te sterk. Ook op het WTA-toernooi van Miami bereikte zij de derde ronde. Hierin moest zij het hoofd buigen voor Svetlana Koeznetsova.
Vaidišová begon het gravelseizoen in Spanje. Zowel op het WTA-toernooi van Marbella als dat van Madrid, was de tweede ronde het eindstation. Op het toernooi van Rome geraakte zij niet door de kwalificaties en ook Roland Garros werd geen succes. In de eerste ronde verloor zij in twee sets van de Spaanse veterane Virginia Ruano Pascual. Ook op het gras wist Vaidišová amper nog een wedstrijd te winnen. Op het WTA-toernooi van Eastbourne raakte zij niet door de kwalificaties en op Wimbledon ging zij in de eerste ronde onderuit tegen de Paraguayaanse veterane Rossana de los Ríos. Door deze nederlaag viel zij uit de top 100.
Ook een wedstrijd in haar thuishaven Praag bracht geen soelaas. Opnieuw verloor zij in de eerste ronde. Deze keer was Alla Koedrjavtseva in twee sets te sterk. Vaidišová was intussen weggezakt naar de 140e plaats op de WTA-ranglijst.
Vaidišová bleef in een diepe vormcrisis verkeren. In Stanford verloor zij in de eerste kwalificatieronde kansloos van de meer dan 400 plaatsen lager gerangschikte Stacey Tan. In de eerste ronde op het toernooi van Los Angeles kon zij amper twee games winnen tegen Yanina Wickmayer en op het US Open verloor zij in de eerste kwalificatieronde in drie sets van de Taiwanese Chan Yung-jan.
In december keerde zij terug naar het ITF-circuit. Op het toernooi van Dubai ($ 75.000) bereikte zij de kwartfinale. Hierin moest zij in twee sets haar meerdere erkennen in haar landgenote Sandra Záhlavová.

### 2010
Vaidišová liet het Australian Open aan zich voorbijgaan en koos ervoor om opnieuw een ITF-toernooi te spelen. Op het $ 25.000-toernooi van de Amerikaanse stad Lutz verloor zij meteen in de eerste ronde van de Amerikaanse Christina McHale.
In maart 2010 werd bekend dat Vaidišová stopte met het professionele tennis. Zij trad in juli 2010 in het huwelijk met haar landgenoot en collega Radek Štěpánek, van wie zij in 2013 weer scheidde.

### 2014 – 2016
Na vier jaar afwezigheid maakte Vaidišová in september haar rentrée in het professionele tenniscircuit op een ITF-toernooi ($ 75.000) in de Amerikaanse stad Albuquerque. In mei 2016 stopte zij definitief.

## Posities op deWTA-ranglijst
Positie per einde seizoen:
| jaar | rang enkelspel | rang dubbelspel |
| ---- | -------------- | --------------- |
| 2004 | 77             | 747             |
| 2005 | 15             | 192             |
| 2006 | 10             | 187             |
| 2007 | 12             | 218             |
| 2008 | 41             | 245             |
| 2009 | 188            | 481             |
| 2010 | 495            | –               |
|      |                |                 |
| 2014 | 615            | –               |
| 2015 | 257            | –               |
| 2016 | 831            | –               |

## Palmares
| Legenda                |
| ---------------------- |
| Grandslamtoernooi      |
| Olympische Spelen      |
| Year-End Championships |
| Tier I                 |
| Tier II                |
| Tier III               |
| Tier IV & V            |

### Overwinningen op een regerend nummer 1
Vaidišová heeft éénmaal een partij tegen een op dat ogenblik heersend leider van de wereldranglijst gewonnen:
| nr. | datum            | toernooi      | ronde        | tegenstandster  | score         |         |
| --- | ---------------- | ------------- | ------------ | --------------- | ------------- | ------- |
| 1.  | 2006-06-03 of 04 | Roland Garros | vierde ronde | Amélie Mauresmo | 6-7, 6-1, 6-2 | details |

### WTA-finaleplaatsen enkelspel
| nr.              | finale     | toernooi          | ondergrond | tegenstandster   | score          |         |
| ---------------- | ---------- | ----------------- | ---------- | ---------------- | -------------- | ------- |
| gewonnen finales |            |                   |            |                  |                |         |
| 1.               | 2004-08-15 | WTA Vancouver     | hardcourt  | Laura Granville  | 2-6, 6-4, 6-2  | details |
| 2.               | 2004-10-17 | WTA Tasjkent      | hardcourt  | Virginie Razzano | 5-7, 6-3, 6-2  | details |
| 3.               | 2005-10-02 | WTA Seoel         | hardcourt  | Jelena Janković  | 7-5, 6-3       | details |
| 4.               | 2005-10-09 | WTA Japan (Tokio) | hardcourt  | Tatiana Golovin  | 7-6, 3-2, opg. | details |
| 5.               | 2005-10-16 | WTA Bangkok       | hardcourt  | Nadja Petrova    | 6-1, 6-7, 7-5  | details |
| 6.               | 2006-05-27 | WTA Straatsburg   | gravel     | Peng Shuai       | 7-6, 6-3       | details |
| verloren finales |            |                   |            |                  |                |         |
| 1.               | 2005-05-22 | WTA Istanbul      | gravel     | Venus Williams   | 3-6, 2-6       | details |

## Resultaten grandslamtoernooien
| Legenda | Legenda                          |
| ------- | -------------------------------- |
| g.t.    | geen toernooi gehouden           |
| l.c.    | lagere categorie                 |
| –       | niet deelgenomen                 |
| G       | uitgeschakeld in de groepsfase   |
| 1R      | uitgeschakeld in de eerste ronde |
| 2R      | uitgeschakeld in de tweede ronde |
| 3R      | uitgeschakeld in de derde ronde  |
| 4R      | uitgeschakeld in de vierde ronde |
| KF      | uitgeschakeld in de kwartfinale  |
| HF      | uitgeschakeld in de halve finale |
| F       | de finale verloren               |
| W       | het toernooi gewonnen            |
| w-v     | winst/verlies-balans             |

### Enkelspel
| Toernooi        | 2004 | 2005 | 2006 | 2007 | 2008 | 2009 |
| --------------- | ---- | ---- | ---- | ---- | ---- | ---- |
| Australian Open | –    | 3R   | 4R   | HF   | 4R   | 1R   |
| Roland Garros   | –    | 2R   | HF   | KF   | 1R   | 1R   |
| Wimbledon       | –    | 3R   | 4R   | KF   | KF   | 1R   |
| US Open         | 1R   | 4R   | 3R   | 3R   | 2R   | –    |

### Vrouwendubbelspel
| Toernooi        | 2005 | 2006 | 2007 | 2008 | 2009 |
| --------------- | ---- | ---- | ---- | ---- | ---- |
| Australian Open | –    | 1R   | 1R   | 3R   | –    |
| Roland Garros   | –    | 1R   | –    | –    | 1R   |
| Wimbledon       | 1R   | 2R   | 2R   | –    | 1R   |
| US Open         | 1R   | –    | –    | –    | –    |

### Gemengd dubbelspel
| Toernooi        | 2005 |    | 2008 |
| --------------- | ---- | -- | ---- |
| Australian Open | –    | –  |      |
| Roland Garros   | 2R   | –  |      |
| Wimbledon       | –    | 3R |      |
| US Open         | 2R   | –  |      |